# レオポルト・ウラッハ
レオポルト・ウラッハ（Leopold Wlach, 1902年2月17日 - 1956年5月7日）は、オーストリアのクラリネット奏者。

## 経歴
１９０２年にオーストリア＝ハンガリー帝国時代のウィーンで生まれた。 
１９１７年からウィーン音楽院で学び、フランツ・バルトロミーとヴィクトル・ポラチェク（ともにウィーン・フィルハーモニー管弦楽団の首席奏者）に師事。１９２３年に優等で卒業した。 
１９２８年からウィーン国立歌劇場及びウィーン・フィルハーモニー管弦楽団の首席奏者に、１９３１年からウィーン音楽院の教授になる。 
１９３１年１１月７、８日のウィーン・フィルハーモニーの定期演奏会（指揮：クレメンス・クラウス：Clemens Krauss）にドビュッシー：サクソフォンと管弦楽のための狂詩曲のサクソフォン・ソロ奏者としてレオポルド・ウラッハの名前が初めて掲載された。 
クラリネットのソロとして名前が初めて掲載されたのは１９３７年６月２４日のウィーン・フィル・メンバーによるロンドン室内楽演奏会でした。 
その後、１９３８年７月９日にモーツァルトの交響協奏曲、１９３８年１２月１０日にウェーバー：小協奏曲、１９４１年１１月１４、１５日の演奏会でモーツァルト：クラリネット協奏曲に続き、何度も協奏曲、室内楽などでプログラムで登場した。
また、１９４４年１１月３、５、６日にウール：クラリネットの為の交響協奏曲、１９４５年３月２４日にドビュッシー：クラリネットと管弦楽のための狂詩曲、１９５２年２月１５日にイェッテル：Clarinettissimoなどの現代曲も演奏をしていた。 
１９５４年、ウィーン・モーツァルト協会から「金メダル」を授与されたが、同年に心臓発作を起こした。 
１９５４年１２月１６日のベートーヴェン演奏会で八重奏曲のメンバーに名前が掲載されていたが、これがウィーン・フィルハーモニーのプログラムに掲載された最後の演奏会となる。ウィンナホルンのゴッドフリード・フォン・フライベルク、フルートのハンス・レズニチェック、オーボエのハンス・カメシュ、ファゴットのカール・エールベルガーらとともに、ウィーン・フィルハーモニー管弦楽団の最盛期を支えた。
弟子にはアルフレート・ボスコフスキーやアルフレート・プリンツなどがいる。